# Ocean Południowy

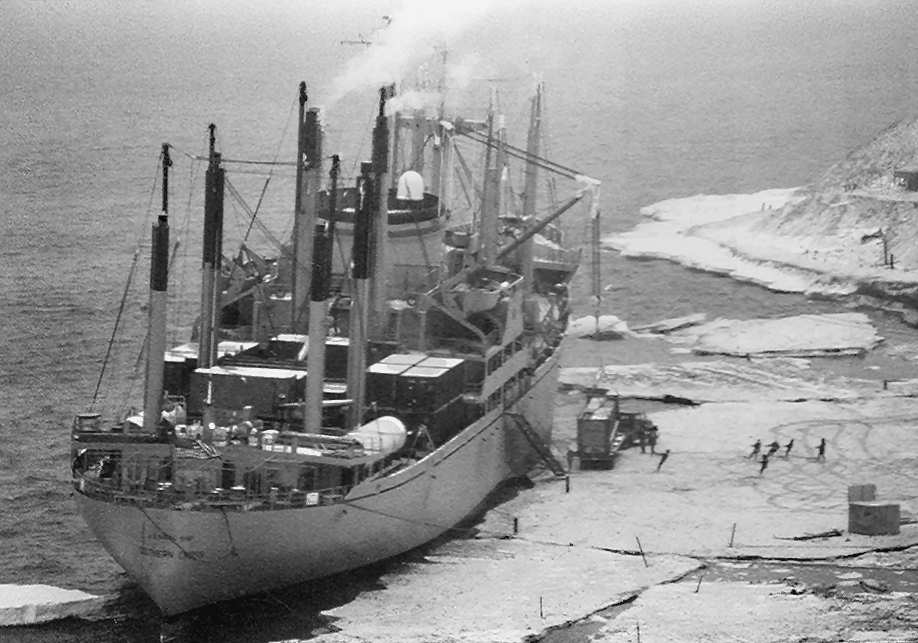
USNS Southern Cross dostarcza zaopatrzenie do stacji McMurdo (1983)

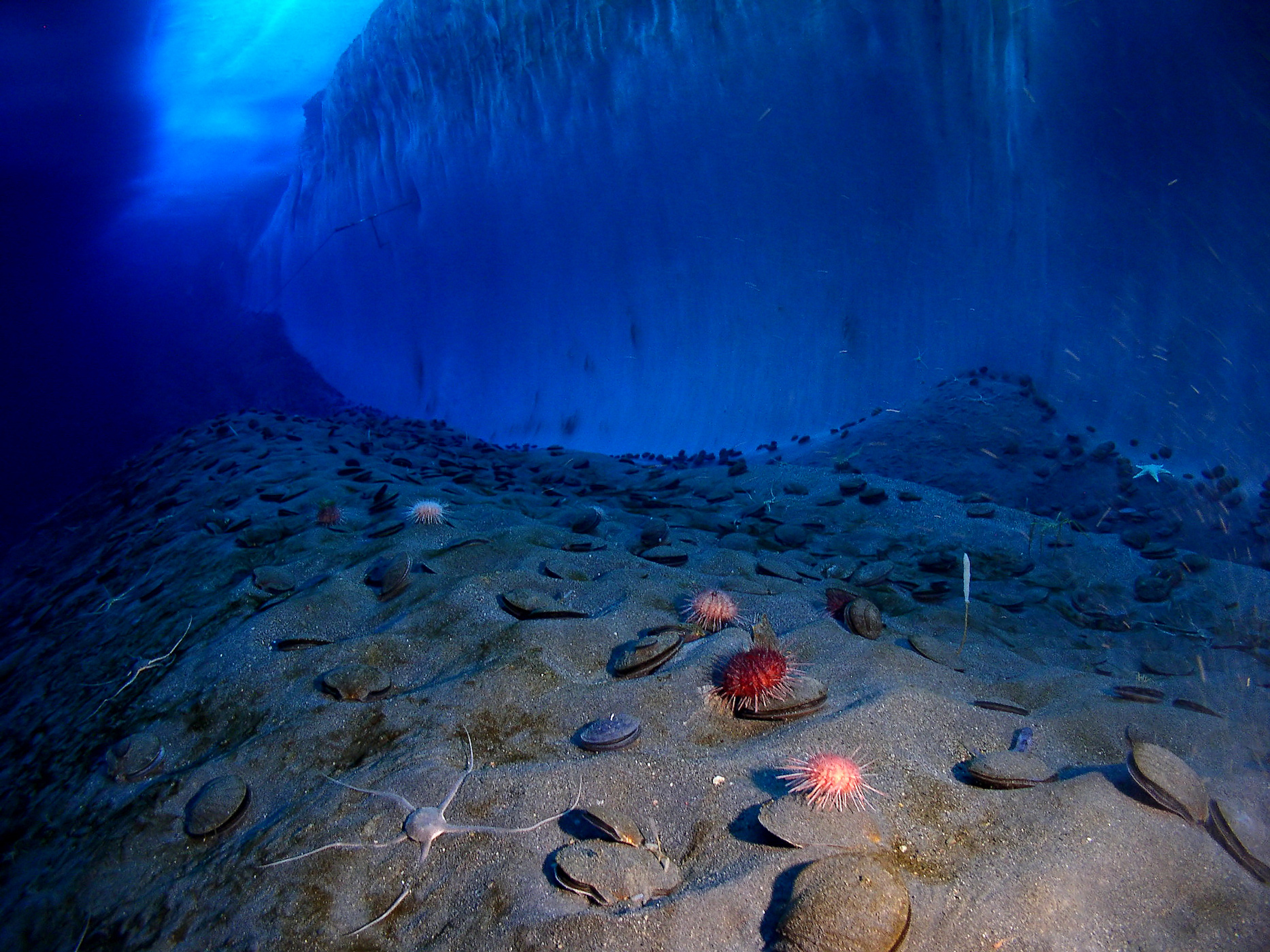
Dno Oceanu Południowego u wybrzeża Antarktydy

Ocean Południowy (także: Południowy Ocean Lodowaty, Ocean Antarktyczny) – ocean rozciągający się od wybrzeża Antarktydy do równoleżnika 60°S, wzdłuż którego łączy się z oceanami: Spokojnym, Indyjskim i Atlantyckim. Ocean Południowy jest czwartym co do wielkości spośród wszystkich pięciu. Jego obszar został formalnie zatwierdzony przez Międzynarodową Organizację Hydrograficzną w 2000 roku. Oficjalna polska nazwa tego oceanu, zatwierdzona przez Komisję Standaryzacji Nazw Geograficznych brzmi Ocean Południowy.

## Położenie i obszar
Według ustaleń Międzynarodowej Organizacji Hydrograficznej, nazwa „Ocean Południowy” odnosi się do wód Oceanu Światowego otaczających Antarktydę, których północną granicą jest równoleżnik 60°S. W jego skład wchodzą mniejsze akweny – m.in. Morze Amundsena, Morze Bellingshausena, fragment Cieśniny Drake’a, Morze Rossa i Morze Weddella. Powierzchnia tego oceanu to 20,327 milionów km². Linia brzegowa ma długość 17 968 km.
Nazwa ta nie jest zawsze stosowana w ścisłym rozumieniu. W Australii do zasięgu opisanego powyżej dodaje się obszar między równoleżnikiem 60°S i południowymi wybrzeżami Australii oraz Nowej Zelandii. Na mapach wybrzeży Tasmanii i południowej Australii zawsze widnieje nazwa „Ocean Południowy”, nigdy „Ocean Indyjski”.
Naturalną granicą obszaru wód wokół Antarktydy nie jest jeden równoleżnik, ale strefa konwergencji antarktycznej, gdzie wody płynące od wybrzeży kontynentu zderzają się z cieplejszymi prądami zmierzającymi na południe. Granica ta zmienia w ciągu roku swoje położenie, ale w relatywnie wąskich granicach (zazwyczaj ± 0,5° od średniego położenia).
Morza układu oceanicznego – Ocean Południowy:
| - Morze Amundsena - Morze Bellingshausena - Morze Davisa - Morze Dumont d’Urville’a - Morze Kosmonautów - Morze Króla Haakona VII - Morze Łazariewa | - Morze Mawsona - Morze Riiser-Larsena - Morze Rossa - Morze Scotia - Morze Somowa - Morze Weddella - Morze Wspólnoty |

## Warunki naturalne
Temperatura wody waha się od –2 °C do 10 °C. Cykloniczne sztormy, które przemieszczają się dookoła kontynentu w kierunku wschodnim, często są bardzo silne z powodu sporej różnicy temperatur między lodem a otwartym oceanem. W obszarze od równoleżnika czterdzieści stopni do koła podbiegunowego południowego występują najsilniejsze wiatry na Ziemi. W zimie ocean zamarza od strony Pacyfiku do 65° szerokości geograficznej południowej, a w stronę Atlantyku do 55°. W niektórych punktach wybrzeża stałe wiatry wiejące z wnętrza Antarktydy utrzymują linię brzegową wolną od lodu. U wybrzeży Antarktydy utrzymują się olbrzymie lodowce szelfowe, pokrywające powierzchnię przybrzeżnych partii oceanu, spośród których największe są Lodowiec Szelfowy Rossa na Morzu Rossa i Lodowiec Szelfowy Ronne na Morzu Weddella.
Ocean Południowy jest głęboki na 4000–5000 metrów z nielicznymi płytszymi miejscami. Szelf kontynentalny jest wąski i nadzwyczaj głęboki; jego krawędź znajduje się 400–800 m pod wodą, podczas gdy średnia światowa wynosi 133 m. Najniższym punktem dna Oceanu Południowego jest fragment rowu Sandwichu Południowego (7235 m p.p.m.).
Polarna czapa lodowa rośnie od 2,6 miliona km² w marcu do około 18,8 mln km² we wrześniu, powiększając swoją powierzchnię ponad siedmiokrotnie. Na Oceanie Południowym występują dwa wielkie prądy morskie, okrążające Antarktydę. Prąd Wiatrów Zachodnich, zwany też Antarktycznym Prądem Okołobiegunowym (21 000 km długości), nieustannie przemieszczający się w kierunku wschodnim, jest największym na świecie prądem morskim. Transportuje 130 milionów metrów sześciennych wody w ciągu jednej sekundy; to 100 razy więcej niż przepływ wody we wszystkich rzekach na kuli ziemskiej. Dalej na południe występuje jeszcze Prąd Wiatrów Wschodnich, przemieszczający masy wody przy wybrzeżach kontynentu w kierunku zachodnim. Płynie on najdalej na południe z prądów morskich na Ziemi, jest dużo słabszy od Prądu Wiatrów Zachodnich.
Pod dnem oceanu prawdopodobnie występują olbrzymie złoża ropy naftowej i gazu ziemnego, rudy manganu oraz piasku i żwiru. W lodowcach zmagazynowana jest woda słodka. W oceanie żyją kałamarnice, wieloryby, foki, kryl oraz wiele gatunków ryb. Na Oceanie Południowym obowiązują międzynarodowe umowy ograniczające bądź zakazujące połowów tych zwierząt morskich.